# Erwin Knipping

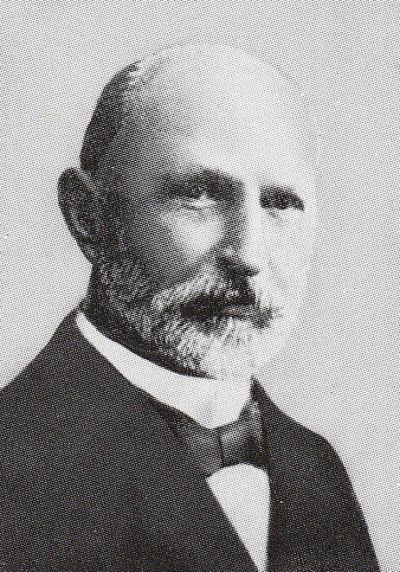
Erwin Knipping

Erwin Rudolf Theobald Knipping (* 27. April 1844 in Cleve; † 22. November 1922 in Kiel) war ein deutscher Meteorologe und Kartograf. Als „Kontraktausländer“ (jap. お雇い外国人, O-yatoi gaikokujin) lebte er von 1871 bis 1891 in Tokio. Er baute den japanischen Wetterdienst auf und erstellte am 16. Februar 1883 die erste Wetterkarte Japans.

## Leben
Erwin Knipping fuhr nach dem Abitur auf verschiedenen deutschen und holländischen Segelschiffen, bevor er 1864 in Amsterdam sein Patent als Steuermann machte. Er leistete anschließend als Einjährig-Freiwilliger seinen Militärdienst in der Königlich Preußischen Marine und diente zunächst auf der Fregatte Gefion. Auf dem Kadettenschulschiff Niobe fuhr er zu den Kapverdischen Inseln. Als Unterleutnant aus dem Dienst entlassen, heuerte er 1866 als Zweiter Steuermann auf dem Dampfer Courier an, der regelmäßig nach Ostasien fuhr. 1868 wurde Knipping auf demselben Schiff zum Ersten Steuermann befördert.
Im Mai 1871 wurde Knipping Sprach- und Mathematiklehrer an der Daigaku Nankō, die ab 1873 Tōkyō Kaisei Gakkō (東京開成学校, deutsch „Kaisei-Schule Tokio“) hieß, und aus der 1877 die Fakultäten der Rechts-, Natur- und Geisteswissenschaften der Universität Tokio hervorgehen sollten. Einer seiner Schüler war der Geologe und Ministerialbeamte Wada Tsunashirō (1856–1920). Knipping lehrte hier bis 1876. Danach berief ihn das Verkehrsministerium in die Prüfungskommission für Kapitäne und Steuerleute der japanischen Handelsmarine. Darüber hinaus wurde er zur Untersuchung von Seeunfällen herangezogen. Schon seit 1871 hatte er Wetterbeobachtungen angestellt und sich mit dem Studium der Taifune und Erdbeben beschäftigt. Seine Ergebnisse publizierte er regelmäßig in den Mitteilungen der Deutschen Gesellschaft für Natur- und Völkerkunde Ostasiens, deren Mitglied er war. Daneben war er auch kartografisch tätig und publizierte in der renommierten Zeitschrift Petermanns Geographische Mitteilungen. Er veröffentlichte 1879 eine Generalkarte Japans im Maßstab 1:1.115.800 mit Nebenkarten, die unter anderem das Eisenbahnnetz und die Telegrafenlinien darstellen. Seine Karte der japanischen Poststationen war die Grundlage für den 1894 bei Perthes in Gotha erschienenen Japan-Atlas Bruno Hassensteins (1839–1902). 1881 legte Knipping Pläne für einen Sturmwarnungsdienst für Japan vor. Im Folgejahr begann seine Tätigkeit als Meteorologe am Amt für Geographie des Innenministeriums. Nachdem er ein Wetterbeobachtungsnetz organisiert hatte, erstellte er auf der Grundlage der eingehenden Beobachtungsmeldungen am 16. Februar 1883 die erste Wetterkarte Japans. Am 1. März begann die tägliche Veröffentlichung einer Wetterkarte. Am 26. Mai 1883 gab er eine erste Sturmwarnung aus. Knipping blieb bis 1891 wissenschaftlicher Leiter des japanischen Wetterdienstes. 1888 wurde Erwin Knipping zum Mitglied der Leopoldina gewählt.
1891 kehrte Knipping nach Deutschland zurück und fand eine Anstellung an der Deutschen Seewarte in Hamburg. Er beschäftigte sich hier mit Wirbelstürmen und Seehandbüchern. 1909 trat er in den Ruhestand. Er lebte bis 1912 in Cleve und dann bis zu seinem Tod in Kiel.

## Familiäres
Erwin Knipping heiratete am 26. Juli 1872 Augustine Dinger (1842–1901). Ihre fünf Kinder Hedwig (1873–1958), Eugenie (1875–1907), Fritz (1878–1953), Paul (1881–1942) und Else (1885–1945) wurden in Japan geboren. Sein Sohn Paul wurde Schiffsingenieur und war mit Aline Köppen, der Tochter des Meteorologen Wladimir Köppen, verheiratet. Eugenie heiratete 1900 den Mathematiker und späteren Präsidenten des Kaiserlichen Statistischen Amtes in Berlin Ernst Delbrück (1858–1933).

## Werke (Auswahl)
- Stanford’s library map of Japan, principally compiled from Japanes documents, 1879.
- Die tropischen Orkane der Südsee zwischen Australien und den Paumotu-Inseln. In: Aus dem Archiv der Deutschen Seewarte. Band 16, Nr. 1, 1893, S. 1–28.
- Die jährliche Periode der mittleren Richtung der Winde, unteren und oberen Luftströmungen in Japan. In: Nova acta Academiae Caesareae Leopoldino-Carolinae Germanicae Naturae Curiosorum. Band 61, 1894, S. 217–288.
- Justhus Perthes’ See-Atlas, Perthes, Gotha 1894 (mit Hermann Habenicht).
- Seeschiffahrt für Jedermann, Niemeyer, Hamburg 1898.
- In japanischen Diensten. Zwei Jahrzehnte eines preußischen Meteorologen in der ersten Hälfte der Meiji-Zeit (1868–1912), herausgegeben von Matthias Koch und Aya Puster, Cass, Löhne 2014. ISBN 978-3-944751-01-6.